# 奇內

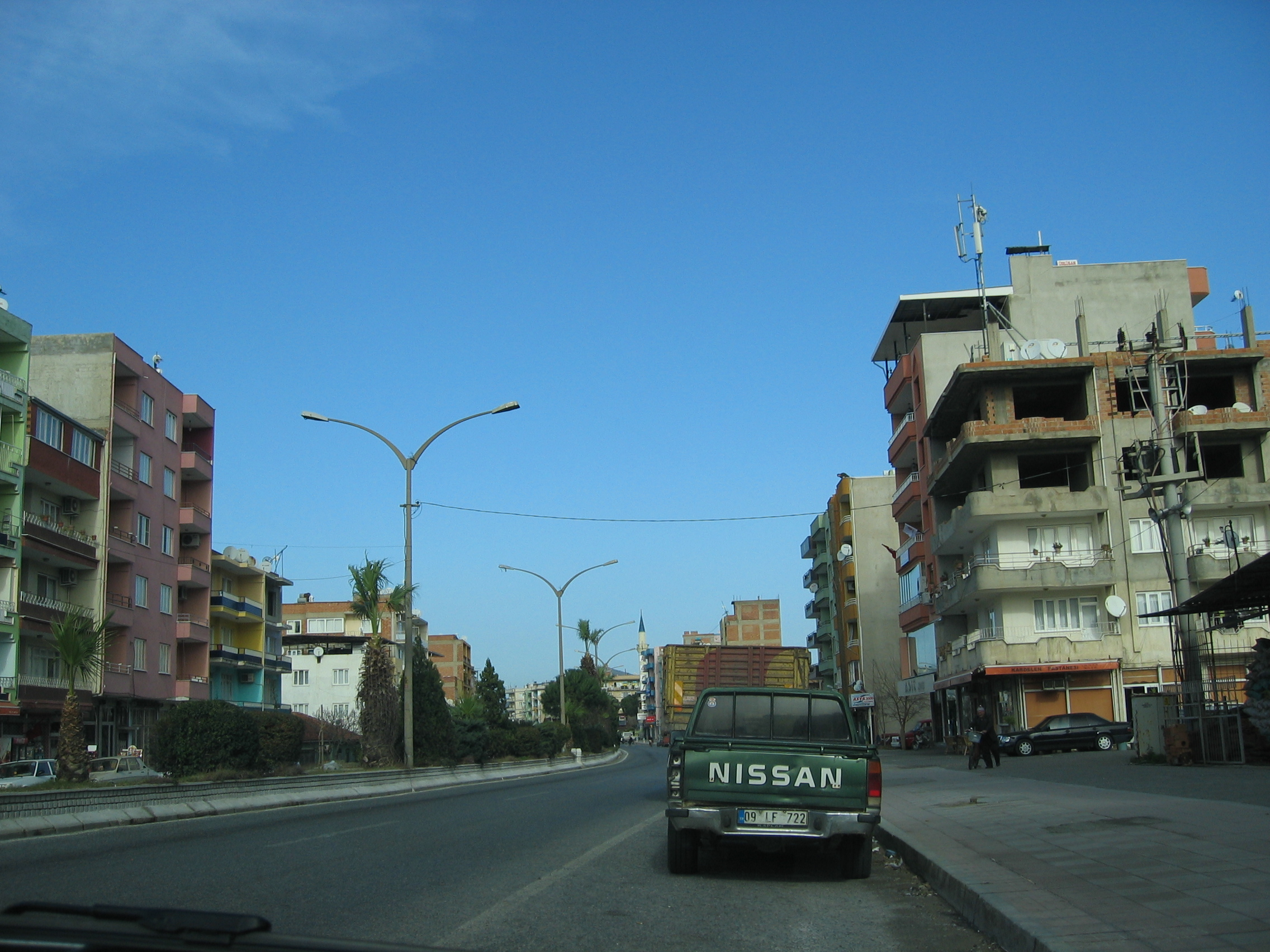
Çine

奇內是土耳其的城鎮，由艾登省負責管轄，位於該國西南部，距離首府艾登38公里，面積880平方公里，海拔高度87米，主要經濟活動有採礦業、林業和農業，2010年人口52,841。

## 外部連結
- the district governor（页面存档备份，存于） （土耳其文）

37°36′42″N 28°03′41″E / 37.6117°N 28.0614°E